# Ophthalmoglipa
Ophthalmoglipa is een geslacht van kevers uit de familie spartelkevers (Mordellidae).
Het geslacht is voor het eerst wetenschappelijk beschreven in 1952 door Franciscolo.

## Soorten
Het geslacht omvat de volgende soorten:
- Ophthalmoglipa aurocaudata (Fairmaire, 1897)
- Ophthalmoglipa australis Franciscolo, 1952
- Ophthalmoglipa bilyi Horák, 1998
- Ophthalmoglipa iriana Horák, 1998
- Ophthalmoglipa maranoelai Horák, 1998